# 横河镇 (慈溪市)
横河镇，是中华人民共和国浙江省宁波市慈溪市下辖的一个乡镇级行政单位，辖区面积85.44平方公里，因横河而得名:254。

## 历史
宋至元、明、清属余姚县梅川乡、龙泉乡、冶山乡，清宣统元年（1909年）属浒山乡、彭桥乡、龙泉乡、冶山乡，民国十七年（1928年）属六区、七区、一区，民国十九年（1930年）设横河乡、孙境乡、横泾乡、秦堰乡、石堰乡、马堰乡、沿山乡、彭桥乡、天香乡、山南乡、三朗乡、客星乡，民国二十九年（1940年）改为乌山乡、龙北乡、龙南乡、天东乡、彭泾乡、高风乡，属浒山区、逍林区、环城区，1950年4月改为乌山乡、横河乡、秦堰乡、石堰乡、龙南乡、梅溪乡、彭西乡、天东乡、高风乡，属横河区、城北区，1956年2月乌山乡、秦堰乡和石堰乡、横河乡、高风乡部分合并为横河乡，梅溪乡和横河乡部分并入龙南乡，彭西乡、天东乡、民主乡合并为彭桥乡，1958年10月改为横河人民公社乌山大队、横河大队、秦堰大队、石堰大队、龙南大队、胜利大队、梅湖大队、彭桥大队和环城人民公社高风大队部分，1959年4月改为横河人民公社横河管理区、龙南管理区、石堰管理区、彭桥管理区和环城人民公社高风管理区部分，1961年11月改为横河公社、龙南公社、石堰公社、彭桥公社，属横河区；高风公社部分，属城北区，1963年3月改属低塘区，高风公社仍属城北区，1966年2月高风公社并入双湖公社，陈山大队、谢家山大队、王家竹堑大队划入石堰公社，1970年7月横河公社并入龙南公社，1971年7月属龙南区，1972年3月龙南公社分为横河公社、龙南公社，1979年9月划归慈溪县，1981年7月龙南区更名为横河区，1983年9月公社改为乡，1992年5月撤销横河区，龙南乡、石堰乡、彭桥乡并入横河镇，2007年11月天香桥村划入浒山街道:254、581。

## 行政区划
横河镇下辖以下地区：
梅川社区、子陵村、大山村、上剑山村、马堰村、东上河村、乌山村、乌玉桥村、石堰村、龙南村、龙泉村、东畈村、伍梅村、孙家境村、宜青桥村、相士地村、洋山岗村、埋马村、秦堰村、梅园村、梅湖村、彭南村、彭桥村和童岙村。